# Rhynchalastor fuscipennis
Rhynchalastor fuscipennis är en stekelart som först beskrevs av Meade-waldo 1910.  Rhynchalastor fuscipennis ingår i släktet Rhynchalastor och familjen Eumenidae. Utöver nominatformen finns också underarten R. f. indotatoides.